# Гейден, Дмитрий Фёдорович
Граф Дми́трий Фёдорович Ге́йден (6 (18) июля 1862 — 23 мая 1926) — российский полковник Генерального штаба, политический и общественный деятель. Действительный статский советник, камергер. Участник Белого движения.

## Биография
Сын графа Фёдора Логгиновича Гейдена. В 1876—1880 годах учился в гимназии при Санкт-Петербургском историко-филологическом институте, которую окончил с серебряной медалью. Поступил на физико-математический факультет Санкт-Петербургского университета, который в 1884 году окончил со степенью кандидата.
Поступил вольноопределяющимся в 12-й Ахтырский гусарский полк, где в 1885 году был произведён в офицеры. В 1888 году поступил Николаевскую академию Генерального штаба, которую окончил в 1891 году по первому разряду. В чине штабс-капитана служил в Киевском военном округе; был штаб-офицером для особых поручений при командующем округом М. И. Драгомирове, на дочери которого Екатерине (1876—1926) женился в 1898 году (уже после своей отставки в 1896 году).
В Винницком уезде купил имение Сутиски. Имел ещё владения в Смоленской губернии (в 1913 году за ним было 3 тысячи десятин земли) и на Кубани (400 десятин). Особой гордостью имения была родовая библиотека Гейден, которая насчитывала более 15 тысяч томов (ныне более тысячи томов находится в Винницкой библиотеке им. К. Тимирязева).
С 1897 года Д. Ф. Гейден был предводителем дворянства Винницкого уезда, с 1898 — почётный мировой судья. С 1904 года он возглавлял уездное земство. Под его руководством винницкий уездный комитет попечительства о народной трезвости развернул в губернии активную деятельность; для социальных низов было открыто более 60 бесплатных библиотек, в Виннице построен Народный дом (1902), где действовали первая городская общедоступная библиотека с читальным залом, народный театр, общественный лекторий и др.
В 1899—1905 годах возглавлял Подольское общество сельского хозяйства и сельскохозяйственной промышленности. Участвовал в русско-японской войне.
В 1909 году он был утверждён в звании Почётного гражданина города Жмеринка за труды по опеке над местной мужской гимназией и строительство Жмеринской земской больницы. В 1910 году стал инициатором строительства в Виннице Пироговской уездной хирургической больницы (ныне —- Винницкая областная клиническая больница им. Н. И. Пирогова).
В 1912 году на территории его городской усадьбы в Виннице было построено трёхэтажное здание Дворянской опеки, Землеустроительной компании и Воинского присутствия (ныне дом по адресу: ул. Толстого, 2 / ул. Гоголя, 30).
С началом Первой мировой войны был назначен в чине подполковника (с 18 октября 1914 года) штаб-офицером для поручений при командующем 8-й армией А. А. Брусилове. «За отличие в делах против неприятеля» — полковник со старшинством 16.08.1914; в ноябре был пожалован мечами к ордену Св. Владимира 3-й степени. С 24 января 1915 года Д. В. Гейден — дежурный генерала штаба 8-й армии; с 23 октября 1917 года состоял в распоряжении начальника штаба армий Румынского фронта.
Д. Ф. Гейден был одним из инициаторов созыва съезда всех хлеборобских организаций Украины (Союза земельных собственников, Украинская народная громада), на котором 29 апреля 1918 года Павел Скоропадский был выбран гетманом Украины; было зачитано обращение к новому главе страны, авторами которого был Д. Ф. Гейден и В. К. Липинский.
С конца 1918 года находился в Добровольческой армии: и. д. генерала для поручений при начальнике снабжения. В июне 1919 года был и.д. начальника Царицынского гарнизона. После эвакуации из Крыма проживал в Сербии и занимал должность штатного преподавателя в Крымском кадетском корпусе в Королевстве СХС. После сокращения штата корпуса переехал в Загреб, где и скончался.
Д. Ф. Гейден оставил воспоминания, отрывки из которых, посвященные событиям 1914—1917 годов были опубликованы в Париже в 1971—1973 годах в российском эмигрантском журнале «Военно-исторический вестник» (№ 37—41).